# Anatole Vély
Marie Joseph Anatole Vély né au Ronssoy le 20 février 1838 et mort à Paris le 11 janvier 1882 est un peintre français.

## Biographie
Anatole Vély est le fils de Prosper Aimé Vély, charron, et de Marie Josèphe Céline Douay.
Élève d'Émile Signol, il expose au Salon entre 1866 et 1881.
Il épouse Angèle Joséphine Vincent.
Anatole Vély meurt à son domicile de l'avenue de Breteuil à Paris le 11 janvier 1882.

## Œuvre
Un certain nombre de compositions de Vély revisite les imaginaires du Moyen Âge, s'inscrivant bien après la vogue du style troubadour.
- Lucie de Lammermoor, 1874, Narbonne Musée des Beaux-Arts de Narbonne[7]